# Liste der Monuments historiques in Meyenheim
Die Liste der Monuments historiques in Meyenheim führt die Monuments historiques in der französischen Gemeinde Meyenheim auf.

## Liste der Bauwerke
| Bezeichnung               | Beschreibung                                                | Standort                                           | Kennzeichnung | Schutzstatus | Datum     | Bild           |
| ------------------------- | ----------------------------------------------------------- | -------------------------------------------------- | ------------- | ------------ | --------- | -------------- |
| Kirche Sts-Pierre-et-Paul | Turm aus dem 12. Jahrhundert, Schiff zwischen 1802 und 1820 | 10 rue de l’Eglise (Lage)                          | PA00085520    | Inscrit      | 1984      | weitere Bilder |
| Motte                     | 12. Jahrhundert                                             | Rue de l’Eglise, rue du Vignoble, rue Basse (Lage) | PA00085521    | Inscrit      | 1985 1986 | weitere Bilder |

## Liste der Objekte
| Bezeichnung                                                           | Beschreibung                                                                                                   | Standort                                | Kennzeichnung | Schutzstatus | Datum | Bild |
| --------------------------------------------------------------------- | --- | --------------------------------------- | ------------- | ------------ | ----- | ---- |
| Orgel                                                                 | Haupteintrag für PM68000243                                                                                    | in der Kirche Sts-Pierre-et-Paul (Lage) | PM68000899    | Classé       | 1979  |      |
| Instrumentalteil der Orgel                                            | 1766 von Jacques Besançon gebaut; nach Brand von 1981 vollständig rekonstruiert                                | in der Kirche Sts-Pierre-et-Paul (Lage) | PM68000243    | Classé       | 1979  |      |
| Gemälde Heiliger Sebastian                                            | Ölfarbe auf Leinwand, vergoldeter Holzrahmen, 1835 von Sebastian Gutzwiller                                    | in der Kirche Sts-Pierre-et-Paul (Lage) | PM68001124    | Inscrit      | 1985  |      |
| Gemälde Heiliger Franz Xaver                                          | Ölfarbe auf Leinwand, vergoldeter Holzrahmen, 19. Jahrhundert                                                  | in der Kirche Sts-Pierre-et-Paul (Lage) | PM68001123    | Inscrit      | 1985  |      |
| Gemälde Erscheinung der heiligen Dreifaltigkeit vor Petrus und Paulus | Ölfarbe auf Leinwand, vergoldeter Holzrahmen, vor 1764 von Joseph Esperlin für die Jesuitenkirche in Ensisheim | in der Kirche Sts-Pierre-et-Paul (Lage) | PM68000242    | Classé       | 1982  |      |
| Gemälde Kreuzigung                                                    | Ölfarbe auf Leinwand, vergoldeter Holzrahmen, 19. Jahrhundert                                                  | in der Kirche Sts-Pierre-et-Paul (Lage) | PM68001122    | Inscrit      | 1985  |      |